# یوری استپانوف (بازیگر)
یوری استپانوف (به انگلیسی: Yuri Stepanov) (زاده ۷ ژوئن ۱۹۶۷- درگذشته ۳ مارس ۲۰۱۰) بازیگر روسی بود.
از فیلم‌های معروف او می‌توان به بازی در فیلم شغال اشاره کرد.